# Seznam nejlajkovanějších příspěvků na Instagramu

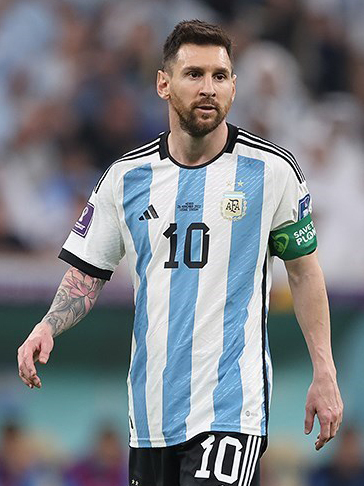
Lionel Messi - držitel současného rekordu

Tento seznam obsahuje 10 příspěvků s největším počtem lajků na sociální síti Instagram pro sdílení fotografií a videí.
| Pořadí | Účet                    | Vlastník                      | Popis příspěvku | Příspěvek | Počet liků v milionech | Datum zveřejnění   |
| ------ | ----------------------- | ----------------------------- | --- | --------- | ---------------------- | ------------------ |
| 1      | @leomessi               | Lionel Messi                  | Soubor fotek Lionela Messiho s jeho spoluhráči po vítězství MS ve fotbale 2022 za Argentinu                                  |           | 74,7                   | 18. prosince 2022  |
| 2      | @world_record_egg       | Chris Godfrey                 | Obrázek vejce |           | 60,7                   | 4. ledna 2019      |
| 3      | @leomessi               | Lionel Messi                  | Fotografie Lionela Messiho ležícího s trofejí MS ve fotbale 2022 v posteli                                                   |           | 53,9                   | 20. prosince 2022  |
| 4      | @cristiano              | Cristiano Ronaldo             | Fotografie Lionela Messiho a Cristiana Ronalda hrajících šachy                                                               |           | 41,9                   | 19. listopadu 2022 |
| 5      | @leomessi               | Lionel Messi                  | Fotografie Lionela Messiho s trofejí MS ve fotbale 2022 v letadle                                                            |           | 41,4                   | 19. prosince 2022  |
| 6      | @emilio.piano           | Emil Reinert                  | Reel mladé dívky zpívající My Heart Will Go On s klavírním doprovodem                                                        |           | 35,5                   | 8. září 2024       |
| 7      | @leomessi               | Lionel Messi                  | Soubor fotografií Lionela Messiho se spoluhráči z Argentiny oslavujících vítězství MS ve fotbale 2022 v ulicích Buenos Aires |           | 33,9                   | 21. prosince 2022  |
| 8      | @cristiano, @alnassr_fc | Cristiano Ronaldo An-Nassr FC | Oznámení o přestupu Cristiana Ronaldo do An-Nassr FC                                                                         |           | 33,8                   | 30. prosince 2022  |
| 9      | @xxxtentacion           | XXXTentacion                  | Poslední fotka před smrtí slavného rappera                                                                                   |           | 33,4                   | 19. května 2018    |
| 10     | @jiangzhibin24          | liz_6                         | Reel se západem slunce |           | 33,4                   | 5. srpna 2023      |